# Majori (przystanek kolejowy)
Majori (ros. Майори) – przystanek kolejowy w miejscowości Jurmała, na Łotwie. Położony jest na linii Ryga (Torņakalns) – Tukums.
Przystanek powstał w czasach carskich. Początkowo nosił nazwę Majorenhof.